# Felix Grönfeld

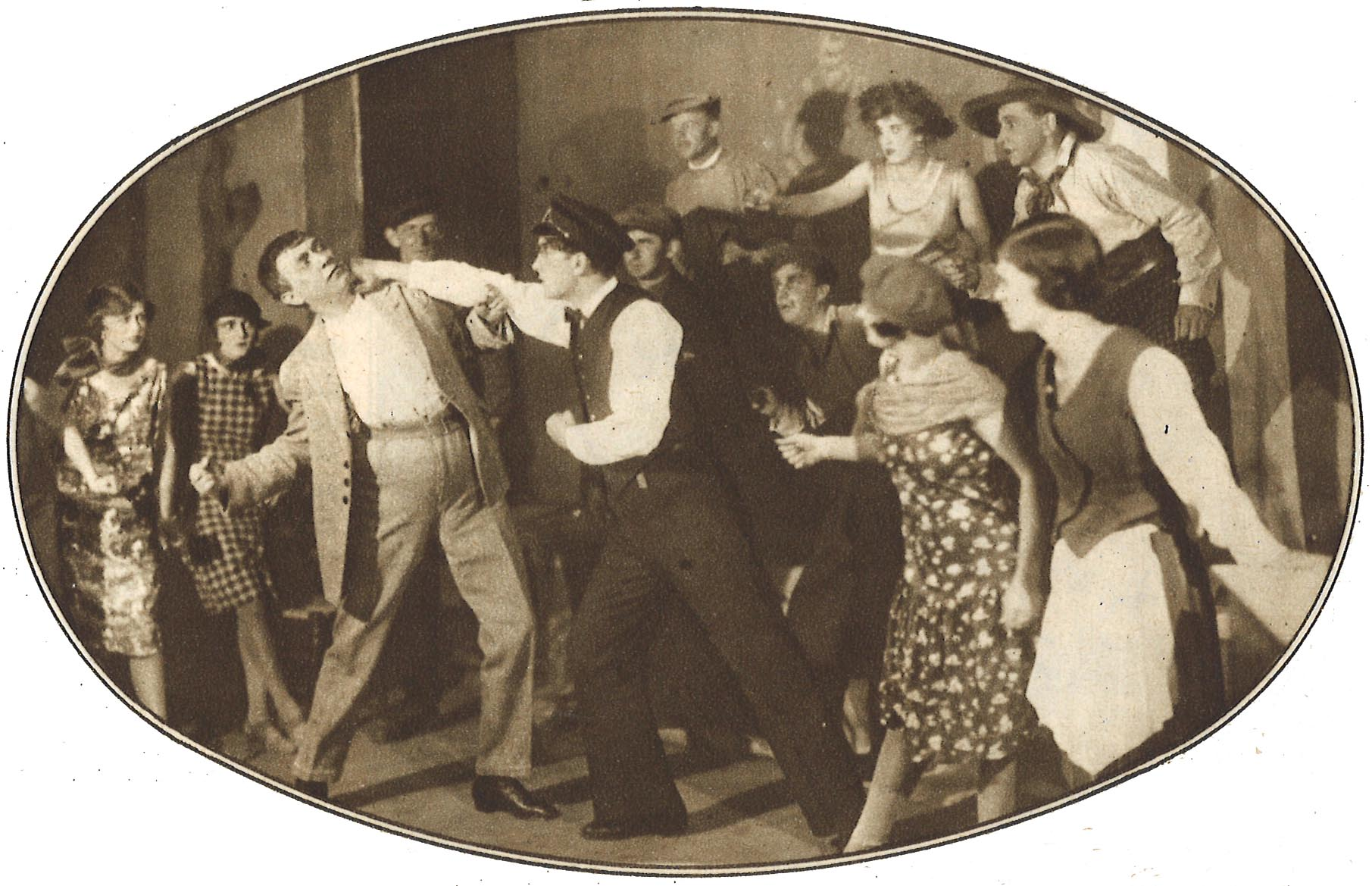
Felix Grönfeld (mitt i bilden) som titelfiguren i Styrman Karlssons flammor på Hippodromen i Malmö 1925. Hans motståndare spelades av Richard Svanström.

Karl Felix Grönfeldt, född 12 oktober 1899 i Ramsbergs församling, Örebro län, död 8 juli 1972 i Göteborg, var en svensk skådespelare, opera- och operettsångare.

## Biografi
Grönberg blev student 1922 och började sin teaterbana på Hipp i Malmö där han var anställd 1925-1927. Efter en kort tid vid Stora Teatern i Göteborg tillbringade han flera år på tyska teatrar i Hamburg, Dresden och Hannover. Vid återkomsten till Sverige var han åter engagerad vid Stora Teatern 1935-1936, men lämnade sedan scenen för att ägna sig åt affärsverksamhet.
Han gifte sig 1927 med skådespelerskan Ingalill Söderman och en andra gång 1935 med Polly Hänel.

## Filmografi
- 1925 – Hennes lilla majestät
- 1927 – Drottningen av Pellagonien